# Clube do Bolinha (programa de televisão)
O Clube do Bolinha foi um programa de auditório brasileiro exibido aos sábados pela Rede Bandeirantes.
Apresentado por Édson Cury, mais conhecido como Bolinha, o programa revelou muitos talentos da música brasileira, pois era uma vitrine para artistas consagrados ou em começo de carreira. Uma das características marcantes do programa era a irreverência do apresentador, que costumava conduzi-lo vestido com camisas bufantes super coloridas. O programa contava também com vários quadros, entre eles o antológico "Eles e Elas", no qual havia shows de travestis, drag queens e transformistas.
O Clube do Bolinha foi durante anos a principal atração das tardes de sábado da Bandeirantes até que, em 30 de abril de 1994, a emissora decidiu tirá-lo de sua grade.

## Boletes
Boletes eram as dançarinas que trabalhavam no palco do programa. As principais delas eram Zulu (Maria Cleusa, a bolete que nunca sorria) e a belíssima Loraina, destaque na última abertura do programa. Algumas antes de se tornarem boletes dançaram no programa do Chacrinha como Índia Amazonense, Sonia Rangel, Rita Cassino, Rose Cleópatra, Mara Prado, Sandra Veneno, Regina Polivalente, Leda Zeppelin, Kátia Pavão, Fátima Boa Viagem, Gracinha Copacabana, Gracinha Portelão, Chininha, entre muitas outras.
Marta Rodrigues Nascimento Marins, conhecida artisticamente como Marta Marin (1963 - Sorocaba, 1 de maio de 2012) foi uma das dançarinas do programa. Marta Marin foi assassinada por arma branca por um ex-namorado, o serralheiro Leonardo Guicharde da Silva, e o seu corpo foi encontrado no quintal de sua casa em Sorocaba, cidade do interior de São Paulo, no dia 22 de maio de 2012 já em avançado estado de decomposição.